# Кузьмин, Игорь
Игорь Кузьмин (эст. Igor Kuzmin; род. 23 ноября 1982[…], Нарва) — эстонский гребец, выступавший за сборную Эстонии по академической гребле в 2000—2011 годах. Обладатель бронзовой медали чемпионата мира, победитель и призёр первенств национального значения, участник двух летних Олимпийских игр.

## Биография
Игорь Кузьмин родился 23 ноября 1982 года в городе Нарва Эстонской ССР. С 14 лет проходил подготовку в местном спортивном клубе «Энергия».
Впервые заявил о себе в академической гребле на международном уровне в сезоне 2000 года, когда вошёл в состав эстонской национальной сборной и выступил в парных четвёрках на юниорском мировом первенстве в Загребе.
Начиная с 2002 года выступал среди взрослых спортсменов, в частности дебютировал в Кубке мира, в парных четвёрках показал седьмой результат на чемпионате мира в Севилье.
В 2003 году на чемпионате мира в Милане был девятым в парных двойках.
Благодаря череде удачных выступлений удостоился права защищать честь страны на летних Олимпийских играх 2004 года в Афинах. В составе парного экипажа-четвёрки, куда также вошли гребцы Андрей Шилин, Андрей Ямся и Олег Виноградов, сумел квалифицироваться лишь в утешительный финал В и расположился в итоговом протоколе соревнований на девятой строке.
В 2006 году на чемпионате мира в Итоне выиграл бронзовую медаль в парных четвёрках.
В 2007 году в четвёрках был восьмым на чемпионате мира в Мюнхене и пятым на чемпионате Европы в Познани.
Находясь в числе лидеров гребной команды Эстонии, благополучно прошёл отбор на Олимпийские игры 2008 года в Пекине. Здесь совместно с такими гребцами как Владимир Латин, Аллар Рая и Каспар Таймсоо, вновь стартовал в утешительном финале В и снова оказался девятым.
После пекинской Олимпиады Кузьмин остался действующим спортсменом на ещё один олимпийский цикл и продолжил принимать участие в крупнейших международных регатах. Так, в парных четвёрках он закрыл десятку сильнейших на чемпионате мира в Познани и стал восьмым на чемпионате Европы в Бресте.
В 2010 году в четвёрках занял восьмое место на чемпионате Европы в Монтемор-у-Велью.
В 2011 году стартовал в парных двойках на этапе Кубка мира в Мюнхене и вскоре завершил спортивную карьеру.